# چگونه فوتبال بازی کنیم
چگونه فوتبال بازی کنیم (How to Play Football) یک فیلم کوتاه از دیزنی با شرکت گوفی است، که در ۱۵ سپتامبر ۱۹۴۴ منتشر شد. کارگردان این فیلم کوتاه جک کینی بود. این فیلم هفت و نیم دقیقه ای نامزد جایزه اسکار بهترین فیلم پویانمایی کوتاه شد.